# Национален институт за стандарти и технологии
Национален институт за стандарти и технологии (на английски: The National Institute of Standards and Technology, NIST) в САЩ е метрологична лаборатория, подразделение на Министерството на търговията на САЩ. От 1901 до 1988 г. се е наричал Национално бюро за стандарти.